# Rákóczi–Bornemisza-kastély
A Rákóczi–Bornemisza-kastély műemlék épület Görgényszentimrén, Maros megyében. A 70 szobás épület Erdély egyik legnagyobb műemlékegyüttese. A 21. század elején állapota elhanyagolt, azonban az erdélyi főúri kastélyok legtöbbjénél jobb állapotban van, mivel 2008-ig állami intézmény működött benne.
A kastély elődjét 1642-ben építtette I. Rákóczi György reneszánsz stílusban. Többször gazdát cserélt, majd a kuruc szabadságharc után Habsburg-kézre került, akik a kastély zálogjogát 1717-ben a Bornemisza családra ruházták. A Bornemiszák kibővítették és barokk elemekkel átépítették a kastélyt, és nagyméretű angolkertet hoztak létre ritka növényfajtákkal. 1869-ben a kastély használati joga visszaszállt az államra, ezután Rudolf trónörökös vadászkastélyként használta, és számos főnemes megfordult itt. 1893-ban erdészeti iskolává alakították, ezen rendeltetését a román hatalomátvétel után is megtartotta egészen 2008-ig. Ezután állagmegőrző és felújítási munkálatokat végeztek az üresen maradt épületegyüttesen.

## Története
A görgényi kincstári uradalom a Görgény egész völgyére kiterjedt, és 27 falu tartozott hozzá. 1642-ben I. Rákóczi György fejedelem egy reneszánsz stílusú udvarházat építtetett az uradalom központjában, mely kényelmes és könnyen megközelíthető lakhelyül szolgált a Görgényi-havasokban tett vadászatai alkalmával. Az építkezés vezetője Sárdi Imre volt, a munkálatokat pedig kolozsvári, besztercei és brassói kőműves mesterek végezték. 1660-ban a birtok ura I. Apafi Mihály lett, 1662-ben erdélyi országgyűlést is tartottak itt, Bornemisza Anna fejedelemasszony pedig gyakran használta az épületet rezidenciaként. A 17. század végén azonban az udvarház elveszítette jelentőségét, többször gazdát cserélt; nagy része lakatlanná vált, csak néhány szobáját használták az uradalmat irányító udvarbírók szerény szállásaként. A Rákóczi-szabadságharc felgyorsította hanyatlását, és a tönkrement épület évekig pusztán állt.
1717-ben Bornemisza János királybíró, erdélyi alkancellár a Habsburgoknak tett szolgálataiért bárói címet kapott, és huszonötezer forint fejében 99 évre haszonbérbe kapta a kincstártól a görgényi uradalmat. Ennek értékét akkor 1500 forintra becsülték, az elhagyatott udvarházat pedig lakhatatlanként írták le. Bár az elfoglalt alkancellár kevés időt töltött itt, a család hozzálátott a kúria felújításához és barokk elemekkel való átépítéséhez: 1726-ra a földszinti helyiségeket már helyrehozták, 1730-ban megépítették az elliptikus alaprajzú, Páduai Szent Antalnak szentelt kápolnát, ezzel párhuzamosan pedig átépítették és kibővítették az épületet. Egy 1734-es okmány már nem udvarházként, hanem kastélyként írja le.
Bornemisza János halála után legidősebb fia, Ignác lett a görgényi birtok ura. Bár az apa végrendelete értelmében három fia egyenlő arányban örökölt, Ignác megszerezte öccsei birtokrészét is. 1754-ben Mária Terézia megerősítette tulajdonában, és biztosította, hogy a kincstár nem fogja visszakövetelni a birtokot. Az ígéret okán Bornemisza Ignác hozzálátott az uradalom felvirágoztatásához; a gazdaság fellendült, és a befektetésekkel párhuzamosan a kastélyt is a főúri igényeknek megfelelve bővítették: Franz Schweininger pallér felügyeletével meghosszabbították a keleti szárnyat (1760-as évek), kapuépületet (1780) és magtárat (1807) emeltek. Ekkor nyerte el az épületegyüttes mai formáját. A 19. század első felére tehető a nagyméretű angolpark végső kialakítása is: ennek elődjéről már a 17. században írnak, a 18. század végén pedig a főúri birtokokon divatos „szarvasos kertet” említenek. A mai angolparkot Bornemisza Lipót (Ignác unokája) idejében, az 1830-as években alakították ki, és viszonylag változatlanul maradt fenn. Tervezői Anton Böhm és Leerch Ferenc kertészek voltak.
A szabadságharc alatt, 1848. november 8-án a román népfelkelők feldúlták és kifosztották a kastélyt és kápolnáját, amit nem tudtak elvinni, azt összetörték. A visszatérő Bornemiszák csak 1855-re sikerült helyreállítsák és lakhatóvá tegyék az épületeket. Időközben a kincstár is pert indított, mivel a Mária Terézia által tett ígéret dacára úgy döntött, hogy visszaköveteli a zálogba adott ingatlant, a család viszont azzal érvelt, hogy nagy összegeket fektetett a birtokba. Az évtizedekig húzódó per végül 1869-ben zárult le, mikor a család 450 000 forint fejében beleegyezett, hogy visszaszolgáltassa az uradalmat. 1880-ban az épületegyüttest Rudolf főherceg vadászkastélyává nevezték ki, felújították és vadászok és kíséreteik elszállásolására rendezték be, a magtárat is vendégházzá alakítva. A vadászatok szervezésével a főherceg Teleki Sámuelt bízta meg, és számos főnemes megfordult itt, például Eduárd walesi herceg (később brit király) vagy I. Ferdinánd bolgár cár.
Rudolf főherceg halála után a kastély erdészeti szakiskolaként került hasznosításra. A selmecbányai után ez volt az Osztrák–Magyar Monarchia második legnagyobb ilyen jellegű intézménye. Ezen rendeltetését az 1920-as román hatalomátvétel, sőt az 1945-ös kommunista berendezkedés és az 1989-es rendszerváltás után is megőrizte. Az 1960-as években természetrajzi- és vadászmúzeumot is berendeztek az egyik szárny hét helyiségében: vadásztrófeák (beleértve Teleki Sámuel afrikai trófeáit: kafferbivaly, orrszarvú, antilop szarva), kitömött állatok, vadakat és madakat ábrázoló diorámák és illusztrációk, makettek (például pisztrángászat), vadász- és halászfelszerelések.
Mivel a tanulók száma 1990 után folyamatosan csökkent, az iskolát kiköltöztették, az épületeket pedig átadták a görgényszentimrei polgármestei hivatalnak. Az önkormányzatnak nem állt lehetőségében az épületegyüttes karbantartása és felújítása, ezért 2018-ban átengedték a Maros megyei tanácsnak (bár parkja továbbra is az önkormányzat tulajdonában maradt). Mivel nem sikerült uniós támogatást szerezni, Soós Zoltán múzeumigazgató úgy nyilatkozott, hogy önkormányzati forrásokból látnak neki a felújításnak. Kezdetnek felújították a kapuépületet és kijavították az épületegyüttes tetőzetét. A tervek szerint a kastély múzeumnak, kiállításnak, konferenciáknak fog helyet adni. A park és az udvar látogatható, az épület azonban nem. A kápolnát a román ortodox egyház használta, majd 1999-ben átengedték a görögkatolikusoknak.

## Leírása
A főépület kétszintes, L alakú épület. A földszinten voltak a gazdasági funkciókat betöltő helyiségek, az emeletre vezető lépcső pedig a rövidebb, északi szárny tornácos rizalitjában kapott helyet. Az északi szárny emeletét a „nagy palotának” nevezett reprezentatív helyiség foglalta el, ahonnan átjárás nyílt az épületet nyugaton lezáró kápolnába. Kelet felé a „biliárdszobán” keresztül a 85 méter hosszú keleti szárny díszes kialakítású főúri lakosztályaiba nyílt átjárás. Ennek a kert felé kiugró középrizalitjában volt az ebédlő, a szárny déli részén a nappali. A keleti szárnyat bástyaszerű építmények zárták le két végén, itt voltak a hálótermek.
Délen van a boltíves átjárós kapuépület, ahol a pap, a darabontok és a számtartó lakott. Az északnyugat felőli téglalap alaprajzú, középrizalitos, kétszintes melléképület egykoron magtár volt, melyet Rudolf trónörökös idejében vendégházzá alakítottak át a vadászok és kíséreteik elszállásolására.
A park 11 hektáros (más forrás szerint 14 vagy 20 hektáros) területével Románia második legnagyobb dendrológiai parkja és ritka, Ázsiából és Észak-Amerikából származó fákat is tartalmaz. Végső, ma is fennálló kialakítását az 1830-as években, báró Bornemisza Lipót idejében nyerte el. 1871-ben Székely Ferenc helyi lelkész így írja le: „Északra a hegynek fekvőleg terjed a romjaiban is szép kert, labyrinthszerű ösvényeivel, több rendű sétányával. E kert a 40-es években ragyogott teljes pompájában, mikor Leopold báró állandó lakását itt ütötte vala fel, nem hiányzott ekkor semmi, mi egy mű kerthez angol stylben megkívántatott. Víz tükrök, szökő kutak, művészien alkotott sziklák, kászkádok, chioskok, eremitageok sat. sat. A mythologia minden rangu és rendű istensége képviseltette magát. Itt-ott egy béna sfinx, egy ritka pongyolába bujt faun, silen és najád megcsonkítva bár egy csalitban rejtőzködik szemérmesen még most is. Flóra asszonyság egész virágzó gyermek haddal volt körülvéve.”
A parkot a kastély lakói, majd az erdészeti iskola alkalmazottjai és diákjai gondozták, azonban a 21. században elhanyagolták: gaz lepte el, a sétányok elgyomosodtak, a filagóriák tönkrementek, több fa kidőlt. A kastélytól eltérően a görgényszentimrei önkormányzat nem mondott le a tulajdonjogról, viszont nem is tartja karban a parkot, így jövője bizonytalan. Angolparkokra jellemző kompozícióját és tájképi kinézetét elveszítette, nincsenek összefüggő gyepes területek vagy egyedülálló fák és cserjék, túlnyomóan szálerdő jellegű, bár az út- és vízhálózat még utal az egykori kialakításra. Központi tava és annak szigete fennmaradt, és hasonlóképpen fellelhető egy 1848-as emlékmű és az Erzsébet királyné tiszteletére állított Erzsébet-asztal.

## Képek

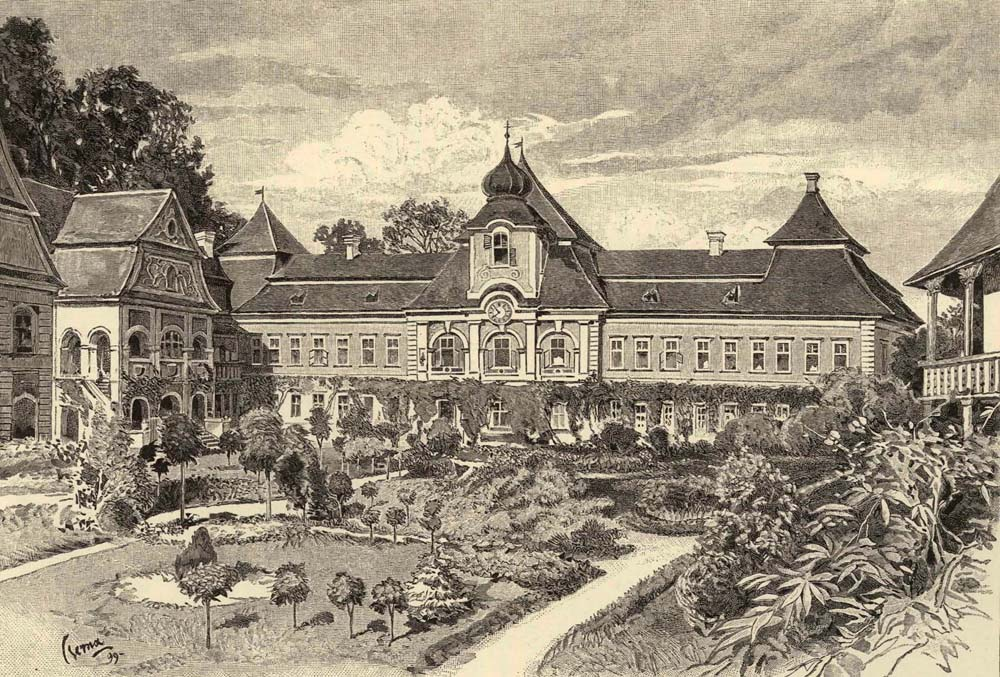
1900 körül
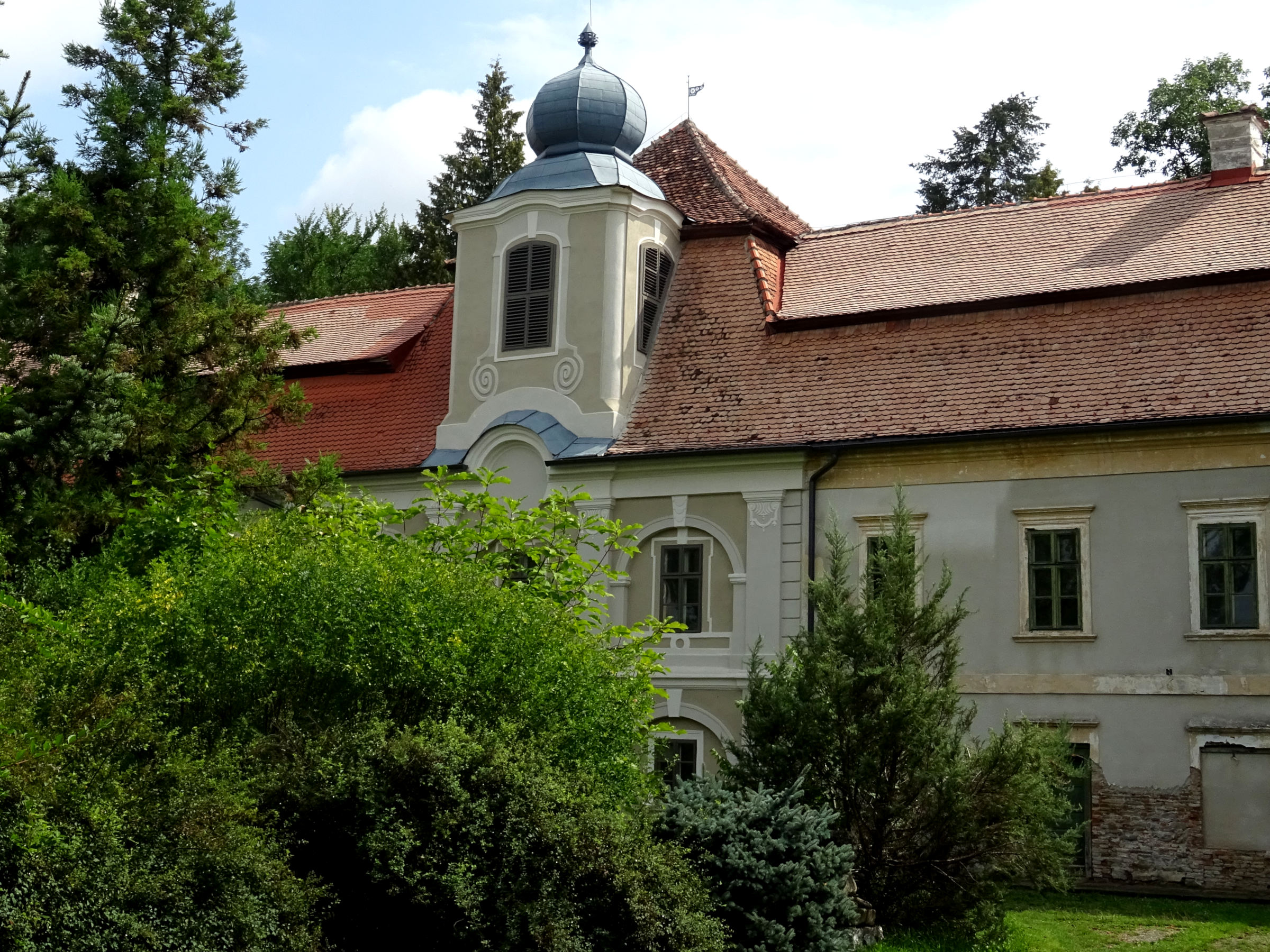
A keleti szárny tornya
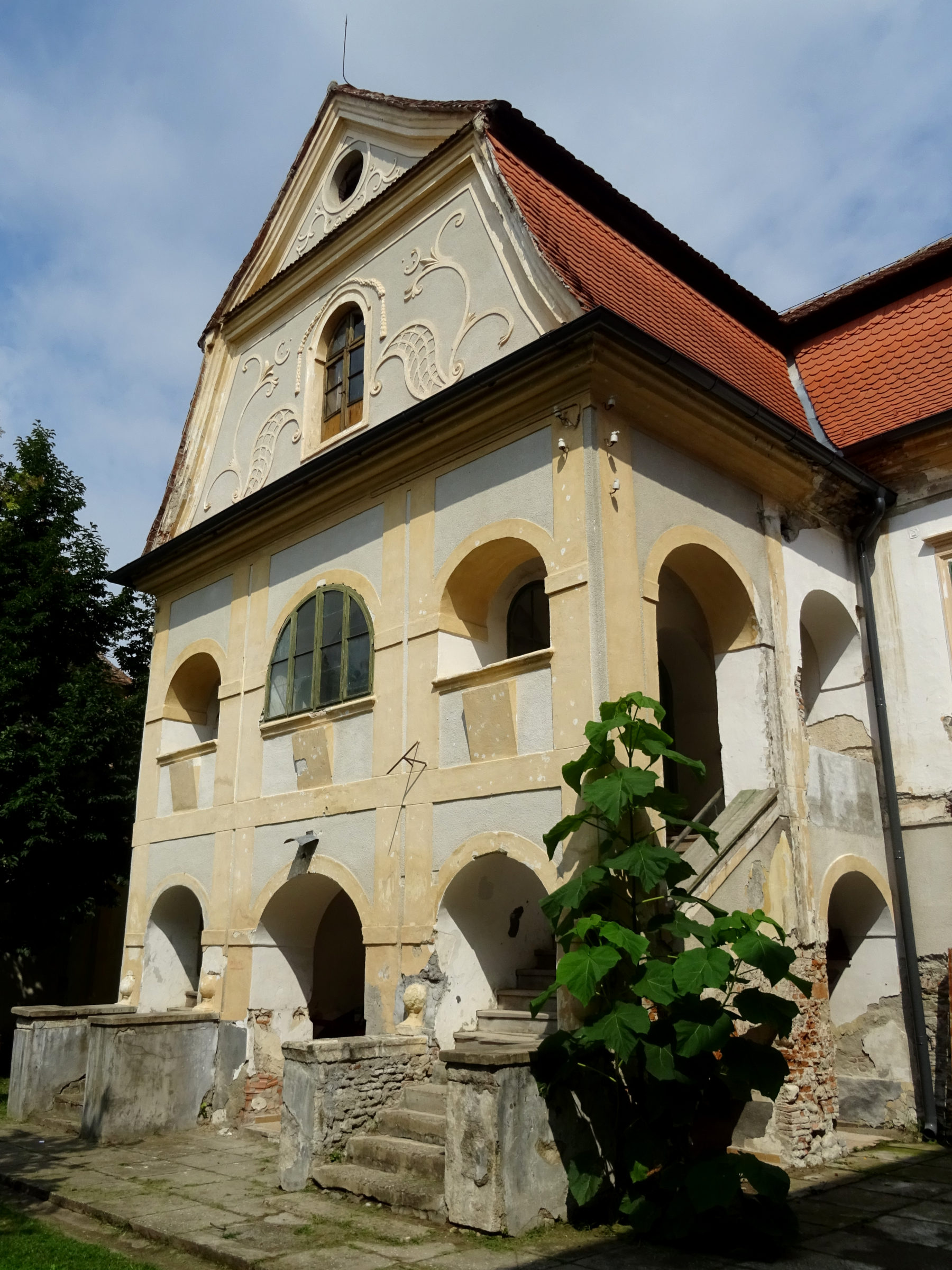
Az északi szárny feljárója
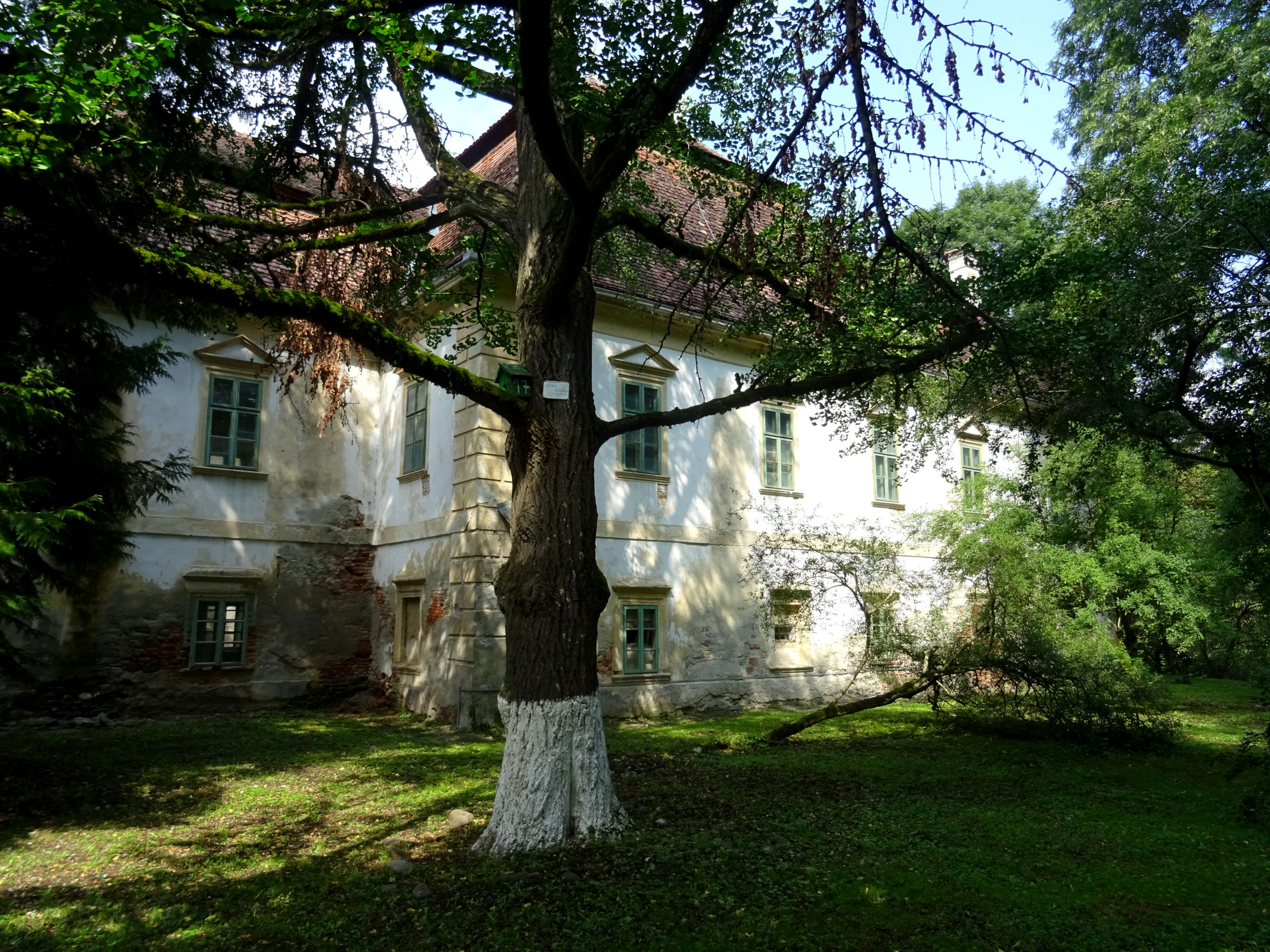
A park felőli homlokzat
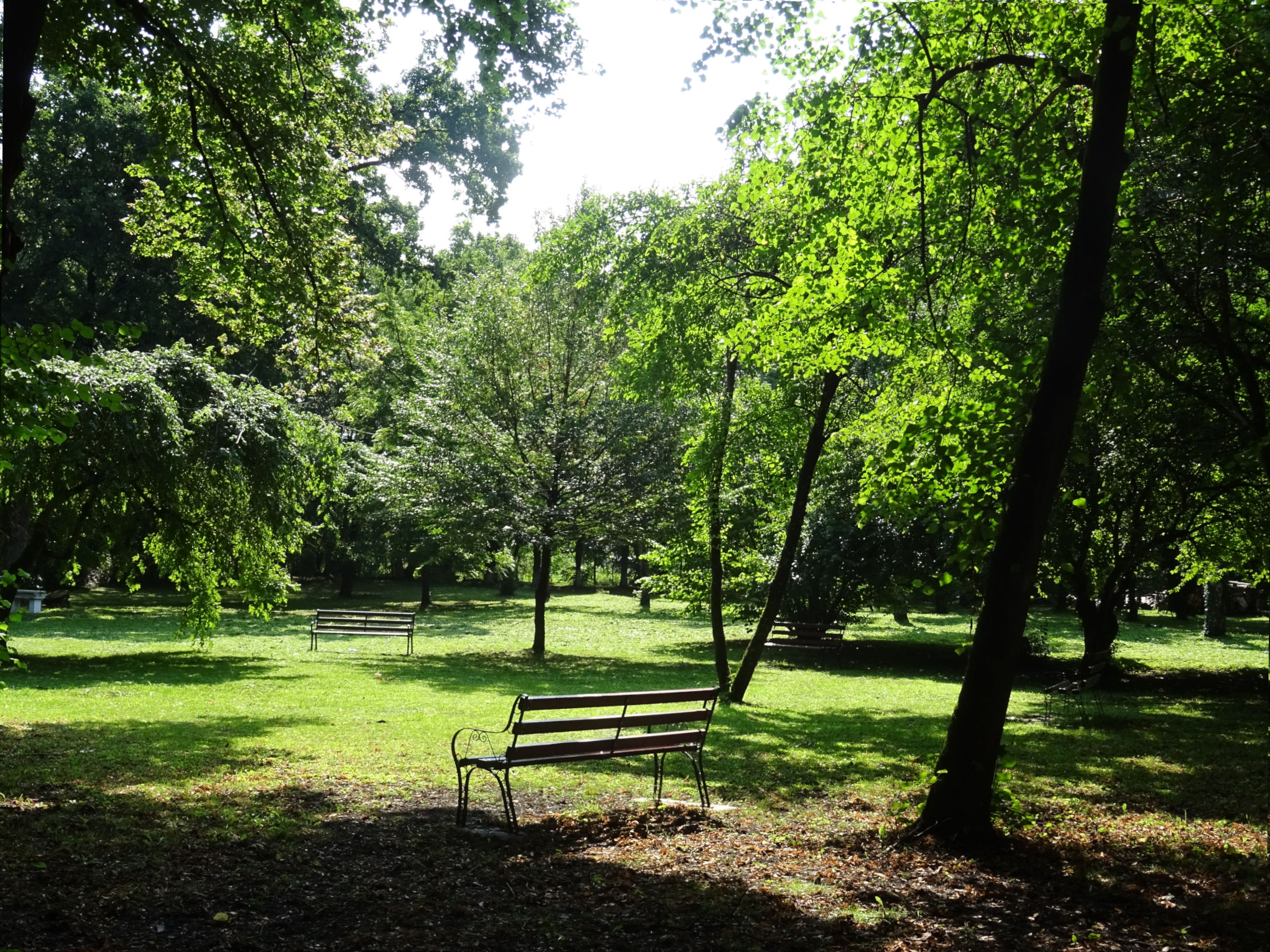
A park